# جمهوری‌های اتحاد جماهیر شوروی
جمهوری‌های اتحاد جماهیر شوروی، واحدهای تقسیمات کشوری تشکیل‌دهندهٔ اتحاد جماهیر شوروی بودند که بر پایهٔ قومیت تقسیم شده بودند.
| ۱  | جمهوری فدراتیو روسیه شوروی        | ۱۹۲۲ | ۱۴۷٬۳۸۶٬۰۰۰ | ۵۱٫۴۰ | ۱۷٬۰۷۵٬۴۰۰ | ۷۶٫۶۲ | مسکو                               | روسیه            |
| ۲  | جمهوری سوسیالیستی اوکراین شوروی   | ۱۹۲۲ | ۵۱٬۷۰۶٬۷۴۶  | ۱۸٫۰۳ | ۶۰۳٬۷۰۰    | ۲٫۷۱  | کی‌یف (خارکف تا پیش از سال ۱۹۳۴)    | اوکراین          |
| ۳  | جمهوری سوسیالیستی بلاروس شوروی    | ۱۹۲۲ | ۱۰٬۱۵۱٬۸۰۶  | ۳٫۵۴  | ۲۰۷٬۶۰۰    | ۰٫۹۳  | مینسک                              | بلاروس           |
| ۴  | جمهوری سوسیالیستی ازبکستان شوروی  | ۱۹۲۴ | ۱۹٬۹۰۶٬۰۰۰  | ۶٫۹۴  | ۴۴۷٬۴۰۰    | ۲٫۰۱  | تاشکند (سمرقند تا پیش از سال ۱۹۳۰) | ازبکستان         |
| ۵  | جمهوری سوسیالیستی قزاقستان شوروی  | ۱۹۳۶ | ۱۶٬۷۱۱٬۹۰۰  | ۵٫۸۳  | ۲٬۷۲۷٬۳۰۰  | ۱۲٫۲۴ | آلماآتی                            | قزاقستان         |
| ۶  | جمهوری سوسیالیستی گرجستان شوروی   | ۱۹۳۶ | ۵٬۴۰۰٬۸۴۱   | ۱٫۸۸  | ۶۹٬۷۰۰     | ۰٫۳۱  | تفلیس                              | گرجستان          |
| ۷  | جمهوری سوسیالیستی آذربایجان شوروی | ۱۹۳۶ | ۷٬۰۳۷٬۹۰۰   | ۲٫۴۵  | ۸۶٬۶۰۰     | ۰٫۳۹  | باکو                               | جمهوری آذربایجان |
| ۸  | جمهوری سوسیالیستی لیتوانی شوروی   | ۱۹۴۰ | ۳٬۶۸۹٬۷۷۹   | ۱٫۲۹  | ۶۵٬۲۰۰     | ۰٫۲۹  | ویلنیوس                            | لیتوانی          |
| ۹  | جمهوری سوسیالیستی مولداوی شوروی   | ۱۹۴۰ | ۴٬۳۳۷٬۶۰۰   | ۱٫۵۱  | ۳۳٬۸۴۳     | ۰٫۱۵  | کیشینف                             | مولدووا          |
| ۱۰ | جمهوری سوسیالیستی لتونی شوروی     | ۱۹۴۰ | ۲٬۶۶۶٬۵۶۷   | ۰٫۹۳  | ۶۴٬۵۸۹     | ۰٫۲۹  | ریگا                               | لتونی            |
| ۱۱ | جمهوری سوسیالیستی قرقیزستان شوروی | ۱۹۳۶ | ۴٬۲۵۷٬۸۰۰   | ۱٫۴۸  | ۱۹۸٬۵۰۰    | ۰٫۸۹  | بیشکک                              | قرقیزستان        |
| ۱۲ | جمهوری سوسیالیستی تاجیکستان شوروی | ۱۹۲۹ | ۵٬۱۱۲٬۰۰۰   | ۱٫۷۸  | ۱۴۳٬۱۰۰    | ۰٫۶۴  | دوشنبه                             | تاجیکستان        |
| ۱۳ | جمهوری سوسیالیستی ارمنستان شوروی  | ۱۹۳۶ | ۳٬۲۸۷٬۷۰۰   | ۱٫۱۵  | ۲۹٬۸۰۰     | ۰٫۱۳  | ایروان                             | ارمنستان         |
| ۱۴ | جمهوری سوسیالیستی ترکمنستان شوروی | ۱۹۲۴ | ۳٬۵۲۲٬۷۰۰   | ۱٫۲۳  | ۴۸۸٬۱۰۰    | ۲٫۱۹  | عشق‌آباد                            | ترکمنستان        |
| ۱۵ | جمهوری سوسیالیستی استونی شوروی    | ۱۹۴۰ | ۱٬۵۶۵٬۶۶۲   | ۰٫۵۵  | ۴۵٬۲۲۶     | ۰٫۲   | تالین                              | استونی           |

جمهوری خلق بلغارستان متحد نزدیک و یکی از وفادارترین کشورهای اقماری اتحاد جماهیر شوروی در طول جنگ سرد بود که گاهی اوقات به جای یک کشور مستقل، جمهوری شانزدهم شوروی خوانده می شد.